# Thüringer Klösse
Les Thüringer Klösse (« quenelles ou boulettes de Thuringe »), appelées aussi en allemand, grüne Klöße, Hütes ou Knölla, sont une spécialité traditionnelle de la cuisine allemande.
Ce sont des boulettes formées à la main, constituées de pommes de terre, pour les deux tiers râpées crues et pour un tiers cuites en purée. Elles renferment souvent un croûton de pain frit dans de la graisse animale.
Dans certaines zones où elles sont connues sous le nom de grünen Klößen (« boulettes vertes »), les boulettes sont préparées uniquement à partir d'un mélange de pommes de terre crues.
Les Thüringer Klöße sont cuites dans de l'eau salée et servies traditionnellement en accompagnement d'une viande rôtie avec différents types de choux bouillis, notamment du chou rouge ou de la choucroute.

## Origines
Ce type de boulettes a différentes appellations, tout dépendamment de la région. L'Allemagne du Nord et de l'Ouest réfère au Klösse alors que l'Allemagne du Sud-Est réfère davantage au Knödel.
Les recettes de Thüringer Klösse sont traditionnelles dans les régions de Thuringe, de Franconie et de Saxe et sont aussi répandues dans la région de Vogtland. Ces recettes font partie de la culture régionale. Initialement, ce plat, cuit ou réchauffé, servait de nourriture pour les repas principaux pour des personnes d'origine modeste. Une seule préparation de ce plat pouvait être consommée sur plusieurs jours. Comme les Thüringer Klösse étaient une nourriture pour les personnes plus pauvres, le bouillon restant était autrefois consommé, mais ce n'est plus le cas maintenant,.